# Kivinebb
Kivinebb (finska: Kivennapa; ryska: Первомайское, Pervomajskoje) är en ort och kommun på Karelska näset i Leningrad oblast i Ryssland. Centralorten hade 4 469 invånare vid folkräkningen 2010. Hela kommunen hade 9 311 invånare i början av 2015, på en yta av 589,06 km². I kommunen finns en anläggning för broiler- och äggproduktion, som hör till landets största, "ZAO Ptitsefabrika Roskar".

## Byar
Ahjärvi, Holttila, Joutselkä, Karvala, Kekrola, Kivennapa, Lipola, Pihlainen, Polviselkä-Tirttula, Rantakylä, Raivola, Rasala, Ronnu, Seppälä, Siiranmäki, Tammiselkä-Mustapohja, Vuottaa
I byn Raivola bodde Edith Södergran mot slutet av sitt liv. I socknen fanns även Lintula ortodoxa nunnekloster. Klostret evakuerades västerut i samband med kriget. Kivinebb kyrkby ligger numera i Leningrad oblast och döptes om strax efter kriget till Pervomajskoje (Первомайское).

## Historia
I början av 1400-talet avskildes Kivinebb kyrksocken från Äyräpää. Den nämns första gången 1445. Möjligen har Kivinebb från början varit ett kapell under Äyräpää.
Från 1839 till 1850 dödades 20 barn av varg i Kivinebb, och det har antagits att samtliga blev dödade av samma varg, eller av samma vargflock.
Kivinebb var en tidigare kommun i Viborgs län i Finland, och hade en något annorlunda gränsdragning än dagens kommun (Pervomajskoje). Vägen mellan Viborg och Sankt Petersburg gick genom kommunen. Kommunens landsareal i slutet av 1908 var 733,1 km² och folkmängden 16 249, vilket ger en befolkningstäthet på 22,9 invånare per km². 1911 avskiljdes kommunens södra delar till Terijoki kommun och 1938 var arealen 633 km² och folkmängden 10 000. Kivinebb var enspråkigt finskt och blev en del av Sovjetunionen efter andra världskriget.